# Steinhagen (Mecklenburg)
Steinhagen ist eine Gemeinde im Landkreis Rostock in Mecklenburg-Vorpommern (Deutschland). Die Gemeinde wird vom Amt Bützow-Land mit Sitz in der Stadt Bützow verwaltet.

## Geografie
Die Gemeinde Steinhagen grenzt unmittelbar westlich an die Stadt Bützow. Das Gemeindegebiet liegt im Übergangsbereich vom Warnowtal zu den waldreichen Höhen zwischen Bützow und Neukloster, die über 140 m ü. NN erreichen. Steinhagen liegt am Rande des Rühner Sees, dessen Fläche etwa einen Quadratkilometer misst.
Umgeben wird Steinhagen von den Nachbargemeinden Bernitt im Nordwesten, Bützow im Osten sowie Rühn im Süden.
Zu Steinhagen gehört der nördlich anschließende Ortsteil Neuendorf.

## Geschichte
Steinhagen wurde 1229  erstmals als Name Stenouen in einer Urkunde erwähnt. Der niederdeutsche Name deutet auf eine gerodete Waldfläche (hauen = houen = hagen) und den dadurch gewonnenen steinübersäten Boden hin.
Das Gut Steinhagen war Versorgungsgut der Stadt Bützow. Der Drei-Seiten-Hof brannte teilweise 1933 nieder. Das 538 ha große Gut befand sich 1914 im Besitz des Großkaufmannes und Ölimporteurs Franz Ernst Schütte aus Bremen. 1928 gehörte das Allodialgut Steinhagen der Witwe Meta Schütte, geborene Capelle. Die Verwaltung führte Administrator Möws. Im Ort bestanden des Weiteren zwei 18-ha-Höfe der Familien F. Godow und H. Götze.
Das historisierende, sanierte Gutshaus war nach 1945 Flüchtlings-Notunterkunft, dann Sitz der Gemeinde, Kindergarten, Dorfkonsum und LPG-Büro; heute sind die Gemeindeverwaltung, eine Praxis und Wohnungen hier untergebracht.
Neuendorf bestand bis weit in das 20. Jahrhundert hinein aus elf kleineren landwirtschaftlichen Betrieben zwischen 15 und 43 ha, darunter zwei Höfe des Heinrich Becker. Das Dorf wurde am 1. Januar 2005 eingemeindet.
| Jahr      | 1933 | 1939 | 1946 | 2014 |
| --------- | ---- | ---- | ---- | ---- |
| Einwohner | 163  | 143  | 293  | 736  |

## Gemeindevertretung und Bürgermeister
Der Gemeinderat besteht (inkl. Bürgermeister) aus 9 Mitgliedern. Die Wahl zum Gemeinderat am 26. Mai 2019 hatte folgende Ergebnisse:
| Partei/Bewerber               | Prozent | Sitze |
| ----------------------------- | ------- | ----- |
| Freie Wählergruppe Steinhagen | 44,85   | 3     |
| WG Die Feuerwehr              | 39,84   | 3     |
| Einzelbewerber Klähn          | 7,95    | 1     |
| CDU                           | 7,36    | 1     |

Bürgermeister der Gemeinde ist Dirk Voß, er wurde mit 83,05 % der Stimmen gewählt.

## Sehenswürdigkeiten
- Gutshaus und Gutspark

## Wirtschaft und Infrastruktur
Neben Neubauernhäusern aus der Nachkriegszeit und Eigenheimen entstanden in den letzten Jahren neue Gewerbebetriebe in Steinhagen. Dazu gehören u. a. eine Elektroanlagenfirma, ein Stahlbaubetrieb, eine Gärtnerei, eine Raststätte und eine Pension. In Steinhagen findet jährlich das Parkfest statt, das der örtliche Sport- und Kulturverein ausrichtet.
Die Gemeinde liegt an der Verbindungsstraße L 14 von Bützow über Neukloster nach Wismar. Ca. 15 km nördlich führt die A 20 vorbei (Anschlussstelle Kröpelin). Der nächstgelegene Bahnhof befindet sich im nahen Bützow.

## Persönlichkeiten
- Berthold Ditz (1909–1977), Journalist, Aktives Mitglied der NSDAP in der Ortsgruppe Bützow, Politiker und Mitglied des Landtags von Schleswig-Holstein.